# Elezioni legislative in Portogallo del 1915
Le elezioni legislative in Portogallo del 1915 si tennero il 13 giugno 1915 per l'elezione di 163 deputati e 69 senatori. Gli aventi diritto erano 471 557 e andarono a votare 282 387 persone.
Le elezioni si risolsero in una schiacciante maggioranza (più del 60%) per il Partito Democratico guidato da Afonso Costa.
La II legislatura ebbe inizio il 28 giugno 1915 e durò fino al 6 dicembre 1917, che vide verificarsi il colpo di Stato di Sidónio Pais.

## Risultati

### Camera dei Deputati
|                        |                              |         |   |       |               |
| Partito                | Partito                      | Voti    | % | Seggi | Differenza    |
|                        | Partito Democratico          |         |   | 106   | 38            |
|                        | Partito Evoluzionista        |         |   | 26    | 15            |
|                        | Partito Unionista            |         |   | 15    | 21            |
|                        | Partido Socialista Português |         |   | 2     | Stabile       |
|                        | Centro Católico Português    |         |   | 1     | Nuovo partito |
|                        | Non iscritti                 |         |   | 13    | 7             |
| Totale                 | Totale                       |         |   | 163   | 10            |
|                        |                              |         |   |       |               |
| Con diritto di voto    | Con diritto di voto          | 471 557 | – | –     | –             |
| Fonte: Nohlen & Stöver |                              |         |   |       |               |

### Senato della Repubblica
|                        |                              |         |   |       |               |
| Partito                | Partito                      | Voti    | % | Seggi | Differenza    |
|                        | Partito Democratico          |         |   | 45    | 21            |
|                        | Partito Evoluzionista        |         |   | 9     | 7             |
|                        | Partito Unionista            |         |   | 11    | 7             |
|                        | Centro Católico Português    |         |   | 1     | Nuovo partito |
|                        | Partido Socialista Português |         |   | 0     | 2             |
|                        | Non iscritti                 |         |   | 3     | 3             |
| Totale                 | Totale                       |         |   | 69    | 3             |
|                        |                              |         |   |       |               |
| Con diritto di voto    | Con diritto di voto          | 471 557 | – | –     | –             |
| Fonte: Nohlen & Stöver |                              |         |   |       |               |